# Chrysometa lepida
Chrysometa lepida là một loài nhện trong họ Tetragnathidae.
Loài này thuộc chi Chrysometa. Chrysometa lepida được Eugen von Keyserling miêu tả năm 1881.